# Денни (гибрид гоминид)

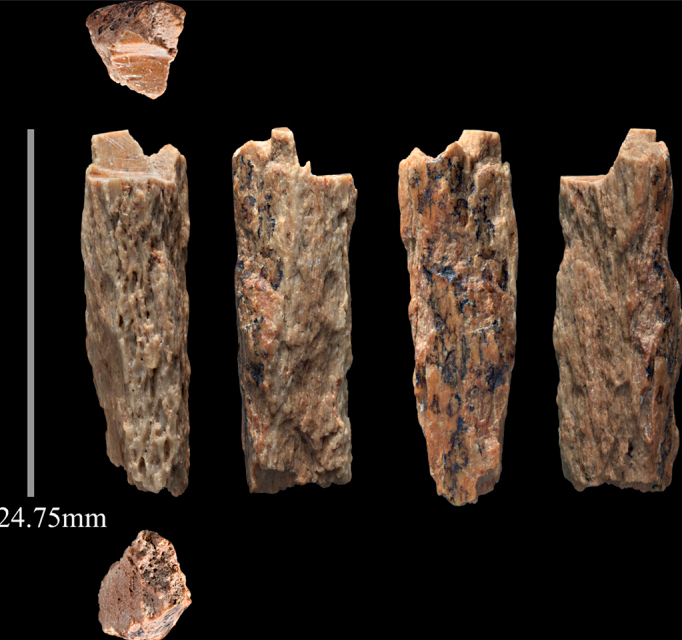
Окаменелый остаток кости весом менее 2 г, оставшийся от Денни, открыл нам тайну её происхождения

Денни (Denisova 11) — окаменелые останки девушки, жившей около 90 000 лет назад, которой было не менее 13 лет и являвшейся метисом. Её матерью была неандерталка, а отцом — денисовец. Денни была найдена в 2012 году, и это первый случай, когда был обнаружен древний человек, чьи родители принадлежали к двум разным видам людей. Её ДНК позволяет проводить обширные сравнительные генетические исследования между человеческими видами, может сообщить о частоте межвидового размножения гоминидов и его влиянии на эволюцию современных людей.
Первоначальный генетический анализ был проведен палеогенетиками Вивиан Слон и Сванте Паабо из Института эволюционной антропологии Макса Планка в Лейпциге, Германия.

## Обзор
Анализ датировки в 2016 году определил, что этот человек умер около 90 000 лет назад, а характеристики фрагмента кости указывают на возраст не менее 13 лет. Анализ последовательности всего генома (общая митохондриальная и ядерная ДНК) показывает, что она была женщиной, с матерью-неандертальцем и отцом-денисовцем. В то время как предыдущие анализы других древних геномов уже привели к выводу, что денисовцы, неандертальцы и современные люди скрещивались во время ледникового периода в Европе и Азии, эта находка является самым прямым доказательством, что скрещивания древних гоминид давали потомство.
Другие окаменелости, найденные в этой сибирской пещере, ранее показали, что все три вида (современный человек, неандерталец и денисовец) жили там в разное время и что все три вида человека скрещивались друг с другом. Гены обоих архаичных видов человека сегодня присутствуют у многих людей, что говорит о том, что когда эти группы встречались, они фактически смешивались друг с другом. Неизвестно, было ли спаривание по обоюдному согласию, и было ли всё потомство плодовитым. Некоторые из исследователей считают, что это открытие подтверждает предыдущее представление о том, что неандертальцы и денисовцы, возможно, не подверглись вымиранию, а ассимилировались современными человеческими популяциями.

## Открытие

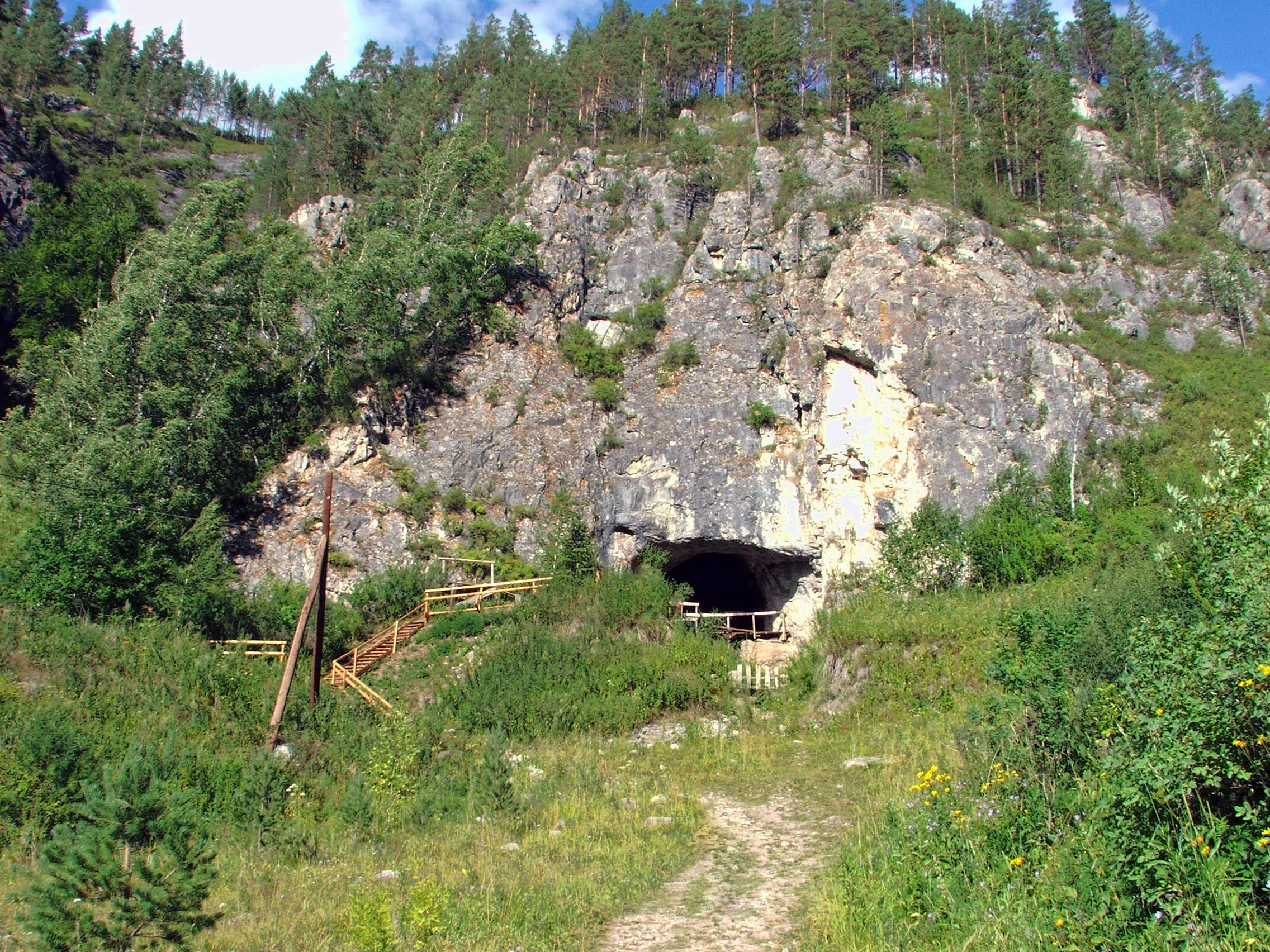
Денисова пещера на Алтае

Находка представляет собой один фрагмент кости длиной около 2 см, обнаруженный в 2012 году российскими археологами в Денисовой пещере в 12-м слое Восточной галереи. Пещера расположена в Алтайском крае в Сибири, в горной местности. В то время происхождение фрагмента кости было неизвестно, и он был сохранён вместе с другими 2000 не определёнными фрагментами кости из пещеры для последующей идентификации. В 2016 году Саманта Браун, в то время студентка магистратуры Оксфордского университета, разбирая тысячи фрагментов из пещеры, изучала белки в коллагене костей, чтобы выяснить, к какому животному виду относился каждый из них. Используя этот метод, она идентифицировала кость как гоминина. Он был датирован примерно 90 000 лет назад, а толщина кости использовалась для определения возраста человека, который составлял не менее 13 лет.
В этот момент фрагмент кости был передан в Институт эволюционной антропологии Макса Планка, который ранее выделил и секвенировал денисовскую ДНК. Первый анализ, проведенный в Максе Планке, касался её митохондриальной ДНК , а затем ядерной ДНК. Публикация их результатов в 2018 году стала первым прямым свидетельством межвидового скрещивания, и её назвали «знаменательной находкой, которая помогает сформировать наше понимание взаимодействия гоминидов».
По словам популяционного генетика Понтуса Скоглунда из Гарвардской медицинской школы, в настоящее время работающего в Институте Фрэнсиса Крика в Лондоне, «найти в первом поколении человека смешанного происхождения из (групп неандертальцев и денисовцев) совершенно невероятная удача… Это действительно прорыв в науке, благодаря доле везения. Я думаю, что этот случай сразу же войдет в учебники».

## Описание
Фрагмент кости, идентифицированный кодом DC1227 (GenBank Accession = KU131206) или как Densiova 11, взят из руки или ноги человека. До извлечения материала для генетического анализа DC1227 весил 1,68 г (0,059 унции) и имел максимальные размеры 24,7 мм (0,97 дюйма) на 8,39 мм (0,330 дюйма). В 2016 году команда из Института эволюционной антропологии Макса Планка в Лейпциге, Германия, затем использовала небольшую часть кости для выделения митохондриальной ДНК , которая оказалась полностью неандертальской, что указывает на то, что она была дочерью женщины-неандерталки.
Впоследствии был проведён анализ ядерного генома. Команда извлекла шесть образцов ДНК и создала десять библиотек полных последовательностей генома со средним покрытием 2,6. Анализ показал, что её отец был денисовцем, но имел некоторые неандертальские корни. Таким образом, этот геном представляет собой первое прямое свидетельство множественных случаев скрещивания между неандертальцами и денисовцами.
Исследователи определили, что мать девушки была генетически ближе к западноевропейским неандертальцам, чем к более ранним неандертальцам, которые жили в Денисовой пещере, предполагая, что некоторые неандертальцы мигрировали из Западной Европы в Центральную Евразию за десятки тысяч лет до того, как этот вид вымер.

## Контекст и последствия
Гипотеза межпородного скрещивания, гибридизации, смешанного происхождения людей, обсуждалась с тех пор, как в 19 веке были обнаружены останки неандертальца. От линейного взгляда на эволюцию человека начали отказываться в 1970-х годах, когда были обнаружены разные виды людей, живших одновременно, что сделало линейную концепцию все менее вероятной. В 21 веке с появлением методов молекулярной биологии и компьютеризации было проведено полногеномное секвенирование генома неандертальца и человека, что подтвердило недавнее смешение между разными видами человека.
В 2010 году были опубликованы данные, основанные на молекулярной биологии, иллюстрирующие чёткие примеры скрещивания между архаичными и современными людьми в период среднего палеолита и раннего верхнего палеолита . Было продемонстрировано, что скрещивание произошло в нескольких независимых событиях, включавших неандертальцев, денисовцев, а также нескольких неопознанных гоминидов. Сегодня примерно 2 % ДНК большинства евразийцев принадлежит неандертальцам со следами денисовского наследия. Кроме того, 4-6 % генома современных меланезийцев являются денисовским. Денни представляет собой первый случай, когда был обнаружен древний человек, чьи родители принадлежали к двум отдельным видам людей, что означает гибрид 50/50, что позволяет проводить обширные сравнительные генетические исследования.
Хотя рассказы об эволюции человека часто противоречивы, открытие Денни и другие открытия, сделанные с 2010 года, показывают, что эволюцию человека следует рассматривать не как простую линейную или разветвленную прогрессию, а как смесь родственных видов. На самом деле, «недавние геномные исследования показали, что гибридизация между существенно расходящимися линиями является правилом, а не исключением в эволюции человека». Кроме того, утверждается, что гибридизация была важной творческой силой в развитии современных людей.
В январе 2019 года ученые сообщили, что несколько типов людей, в том числе денисовцы, неандертальцы и родственные им гибриды, могли населять Денисову пещеру на Алтае на протяжении тысяч лет, но неясно, жили ли они когда-либо в этой пещере совместно.
В феврале 2019 года ученые обнаружили доказательства, основанные на генетических исследованиях с использованием искусственного интеллекта (ИИ), которые указывают на существование в геноме современных людей неизвестного предка человека, а не неандертальца, денисовца или человеческого гибрида (как Денни).